# Pusterviksbron

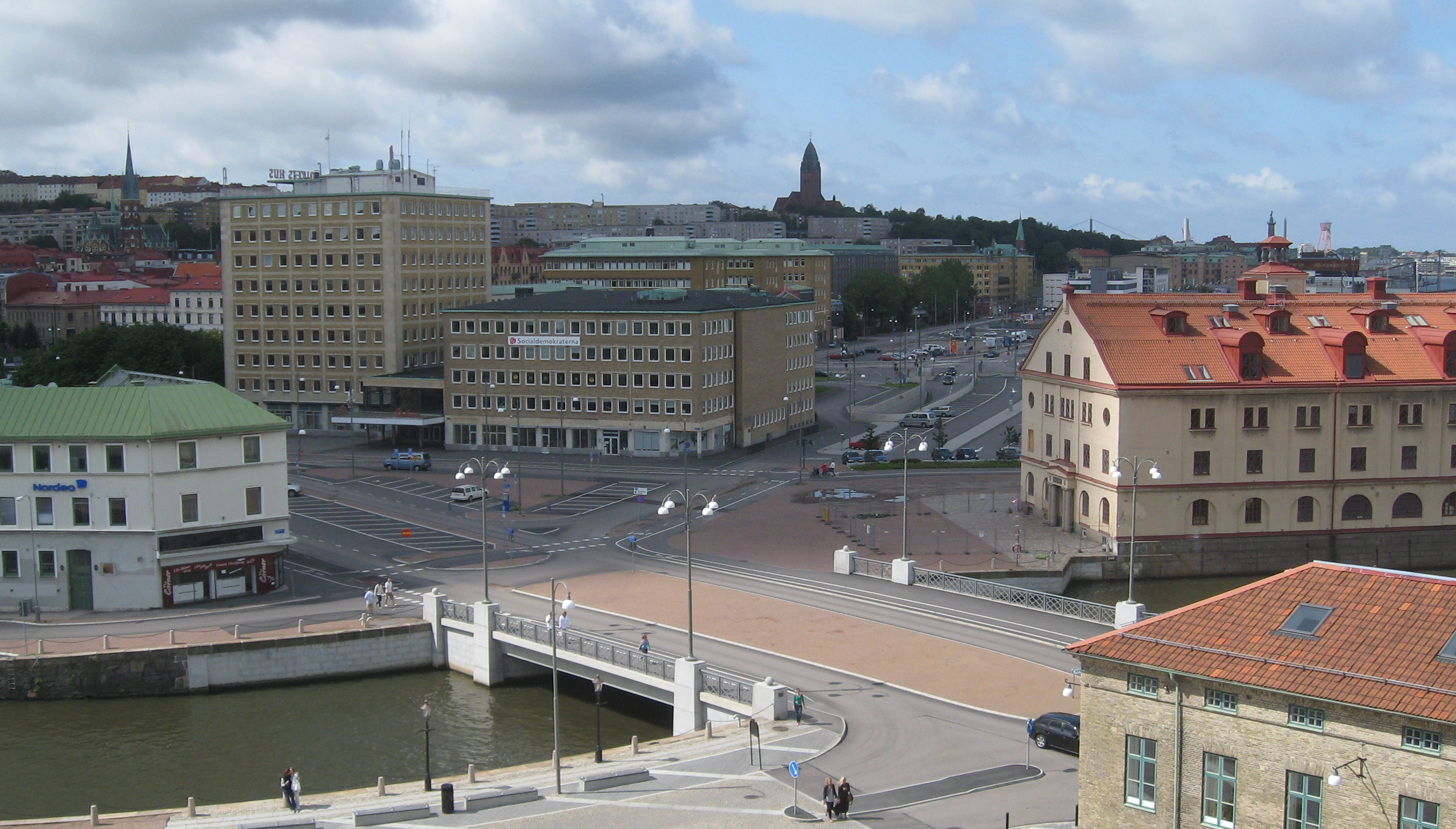
Den nuvarande Pusterviksbron.

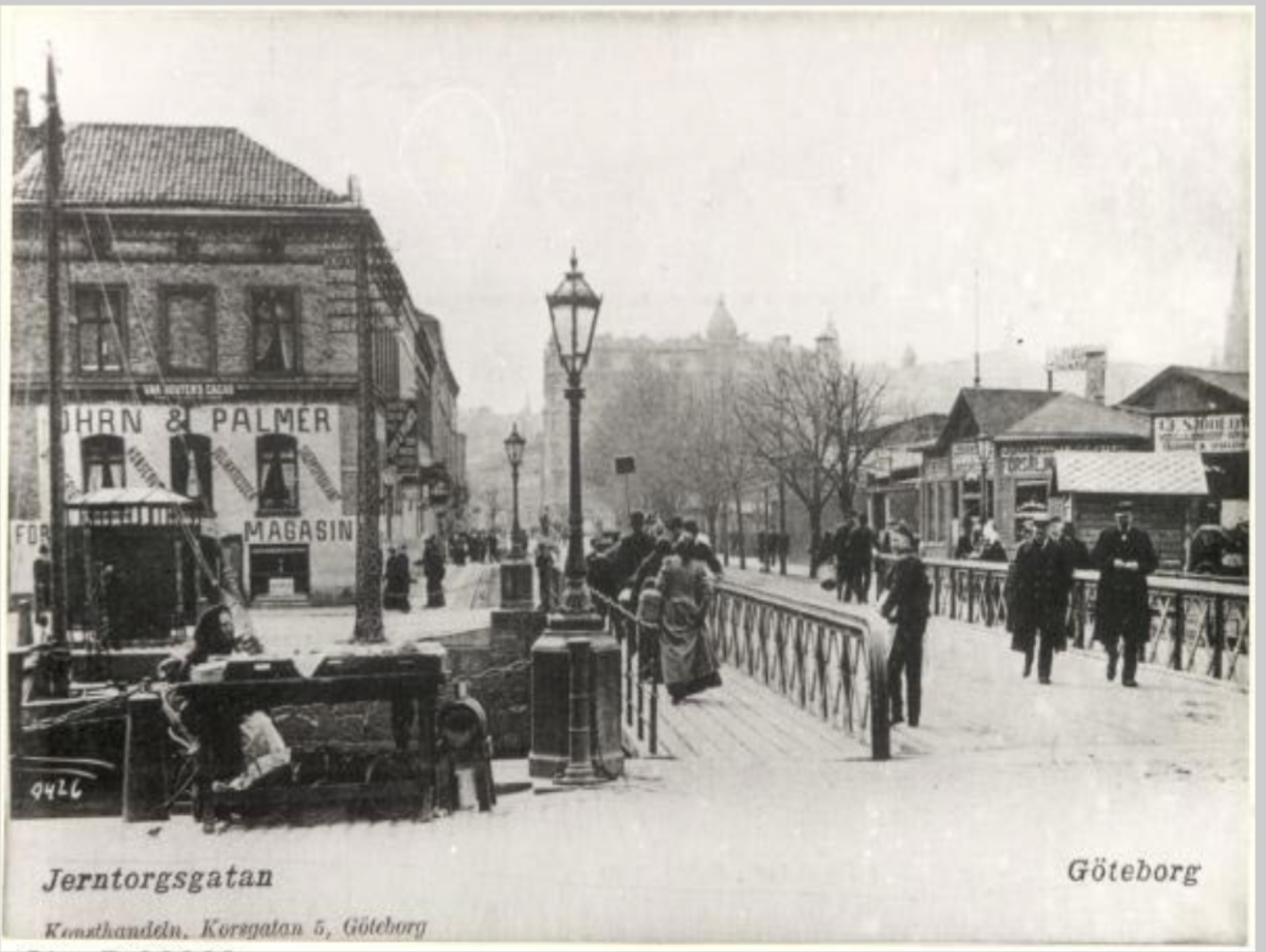
Pusterviksbron på 1800-talet.

Pusterviksbron är en bro i stadsdelen Pustervik i centrala Göteborg.
Den östra delen av Pusterviksområdet förbands en gång i tiden med Rosenlund, på andra sidan Vallgraven, genom "Röda bryggan" - en högvälvd gråstensbro, som på 1830-talet ersattes med en rullbro. Den gamla bron har fått ge namn åt kvarteret Röda Bryggan. På 1860-talet, när kajerna byggdes om, byttes den mot en svängbro, som 1883 fick det officiella namnet Pusterviksbron. Bron gick över Rosenlundskanalen i linje med Järntorgsgatan, från Brogatan till Rosenlundsgatan. Pusterviksbron revs på 1950-talet efter ändring i stadsplanen och ersattes istället med två broar – Östra och Västra Pusterviksbron, vilka öppnades för trafik den 7 januari 1955.
Efter Götatunnelns tillkomst ersattes de med endast en bred bro, som den 28 april 2011 också fick namnet Pusterviksbron. Den nya bron är byggd i ljus granit från Kina med två stenklot och kryssformade gjutjärnsräcken. Höga lyktstolpar med fyra lyktor på varje sida står på brofästena. Bron vilar på taket till Götatunneln.